# 萬應隆
万应隆，字道吉，號三峰，南直隸寧國府涇縣人，明末清初文人。

## 生平
万应隆少时与貴池吳應箕、宣城沈壽民、蕪湖沈士柱等倡办文会名「南社」，張溥等在苏州倡復社，万应隆又率同邑諸才子往會于虎丘，慷慨激昂，為朝貴所忌。崇祯十二年（1639年）己卯科应天乡试举人。入清曾应会试，未终场而出。弟萬麒、萬麟，萬麟著有《松虬集》。

## 著作
工詩。有《三峰集》。